# Daskatica
Daskatica är en ort i Kroatien.   Den ligger i länet Bjelovar-Bilogoras län, i den nordöstra delen av landet, 60 km öster om huvudstaden Zagreb. Daskatica ligger 125 meter över havet och antalet invånare är 123.
Terrängen runt Daskatica är platt. Runt Daskatica är det ganska glesbefolkat, med 27 invånare per kvadratkilometer. Närmaste större samhälle är Bjelovar, 16,3 km nordost om Daskatica. I omgivningarna runt Daskatica växer i huvudsak lövfällande lövskog.